# Doctrine (PHP)
Doctrine Project是一組處理資料儲存相關功能的函式庫。其中比較出名的子專案包含对象关系映射（ORM）套件與資料庫抽象層套件。

## 相關連結
- 官方网站
- Doctrine 的 GitHub（页面存档备份，存于）
- Doctrine 文件[永久]
- 官方博客

1. ↑  . 2025年2月5日  [2025年2月22日].